# Spätkeltisches Rundheiligtum Horres
Das Spätkeltische Rundheiligtum auf der Flur Horres liegt an der Landstraße 105 zwischen der saarländischen Gemeinde Gersheim und deren Ortsteil Reinheim. Es wurde im Jahr 2006 bei geomagnetischen Untersuchungen, nur etwa 20 Meter neben dem Hügel 1 der 2005 freigelegten keltischen Hügelgrabanlage Horres, zwischen den Seitenflügeln eines römischen Gebäudes entdeckt.

## Befund
0,40 Meter unter der Oberfläche wurde ein ca. 4 Meter breiter und ca. 1,5 Meter tiefer Kreisgraben freigelegt, der, unter der Berücksichtigung der Bodenerosion und des Abtrages von Boden durch Ackerbau, bei der Entstehung ca. 1,70 bis 1,80 Meter tief gewesen sein muss. Der Graben wurde 1 Meter tief in den Kalkfelsen eingearbeitet. Er umschließt ein Podest aus Kalkstein, das einen Durchmesser von 9,5 Metern innehat. Im Süden wurde der Kreisgraben zum Teil durch ein römisches Wasserbecken, das 0,10 Meter in die Sole des Kreisgrabens eingelassen ist, überbaut und teilweise zerstört. Ebenso wurde bei dieser Baumaßnahme ein Teil des Podestes zerstört. Die Anlage liegt zwischen den beiden Seitenflügeln eines, nach dem 1. Jahrhundert n. Chr. entstandenen, römischen Gebäudes. Sowohl die Wände, als auch der Boden des Kreisgrabens, waren nur grob ausgearbeitet. Im Podest wurden eine 0,15 Meter tiefe, 7 Meter lange und 2 Meter breite Vertiefung, die in WSW-OSO-Richtung verläuft sowie drei Pfostengruben festgestellt.
Nachdem der Boden des Wasserbeckens und die Verfüllung des Kreisgrabens abgetragen worden waren, konnten an der Innenseite des Kreisgrabens 16 Pfostengruben gefunden werden, wobei drei Pfostengruben unter der Mauer des Wasserbeckens lagen und nicht näher untersucht werden konnten. An der Außenseite des Kreisgrabens wurden 22 Pfostengruben gefunden, wobei 26 postuliert werden können, da vier Pfostengruben unter der Mauer des Beckens liegen und ebenfalls nicht untersucht wurden, um das Mauerwerk des Beckens nicht zu beschädigen. Die ursprünglich eingesetzten Holzpfosten, mit geschätzten 0,25 Meter bis 0,30 Meter Durchmesser, waren nach Fundlage mit Kalksteinen verkeilt. Nach der Entfernung der Pfosten wurden einige mit Steinen verfüllt. In 13 der 35 untersuchten Pfostengruben konnten 16 keltische Potinmünzen gefunden werden. Im Bereich des Wasserbeckens wurden in zwei weiteren Pfostengruben je ein halbierter As und ein Antoninian gefunden. Daneben wurden in der Verfüllschicht des Kreisgrabens und im Wasserbecken weitere Münzen sowie zahlreiche römische Keramiken, vier Fibeln, das Bruchstück eines Lochgürtelhakens und eine Öllampe gefunden.

### Gegenstände
| Funde aus der Verfüllschicht des Kreisgrabens |          |                                                                                        |                                       |        |
| Bezeichnung                                   | Material | Beschreibung                                                                           | Datierung                             | Anzahl |
| Nauheimer Fibel                               | Bronze   | Mit vierfacher Spirale und unterer Sehne. Der Bügel ist mit einer Kerbleiste verziert. | LT D1 bis früh augusteisch            | 1      |
| Scharnierfibel                                | Bronze   | Mit Eisenachse und abgesetzter Kopfplatte                                              | Anfang 2. Jahrhundert n. Chr.         | 1      |
| Scharnierfibel                                | Bronze   | Mit seitlichen Fortsätzen und Eisenachse                                               | Anfang 2. Jahrhundert n. Chr.         | 1      |
| Scharnierfibel                                | Bronze   | Querprofiliert. Bügel mit einem Querwulst verziert.                                    | 1. Hälfte des 2. Jahrhunderts n. Chr. | 1      |
| Öllampe                                       | Bronze   | Mit gerundeter Schnauze                                                                | 1. Jahrhundert n. Chr.                | 1      |
| Bruchstück eines Lochgürtelhakens             | Bronze   |                                                                                        | 1. Jahrhundert v. Chr.                | 1      |

### Münzen
Aufgrund der Fundlage lässt sich heute bei der Mehrzahl der Münzen nicht sagen wie oder warum sie in die Kreisgrabenanlage und das Wasserbecken gelangten. Eine Ausnahme bilden die Potinmünzen in den Pfostengruben des Kreisgrabens. Bei diesen Münzen kann davon ausgegangen werden, dass sie absichtlich in den Pfostengruben deponiert wurden (Wohingegen die beiden römischen Münzen erst bei der Anlage des Wasserbeckens eingebracht wurden). Dafür spricht, dass in 13 der untersuchten Pfostengruben 16 Potinmünzen gefunden wurden. Es ist unwahrscheinlich, dass die 16 keltischen Münzen alle zufällig, zum Beispiel durch Verlust, in die Pfostengruben gelangt sind. Vielmehr ist hier von einem Bauopfer auszugehen. Diese Art des rituellen Bauopfers ist ab dem 1. Jahrhundert v. Chr. bis in das 1. Jahrhundert n. Chr. zu beobachten. Eine Datierung von keltischen Münzen ist meist nur innerhalb eines Zeitraumes von 25 bis 50 Jahren möglich. So kann anhand der keltischen Fundmünzen der Bau der Kreisgrabenanlage auf die Zeit zwischen 150 und 80 v. Chr. bis an die Wende des 2. zum 1. Jahrhundert v. Chr. datiert werden.
Einige in der Verfüllschicht des Kreisgrabens, dem Wasserbecken und den Pfostengruben gefundenen Potinmünzen kommen in der Region nur selten oder gar nicht vor. So sind die Potinmünzen LT 5284 in Südwestdeutschland und Lothringen nicht bekannt. Von LT 7396 konnten bisher nur drei Stück in Trier und ein Exemplar im Elsass gefunden werden und Scheers 186 Class II ist in Deutschland und dem Elsass überhaupt nicht bekannt. Ebenso ist Scheers 187 in Lothringen belegt, wurde aber in Deutschland und dem Elsass bisher nicht gefunden. Dies lässt auf wesentliche überregionale Kontakte schließen. Es ist aufgrund der Fundlage anzunehmen, dass die verschiedenen Gruppen über einen längeren Zeitraum in Kontakt zueinander standen. Dies gilt neben der Kreisgrabenanlage ″Horres″ für das gesamte Siedlungsgebiet von Reinheim. Eine weitere Besonderheit stellt der Umstand dar, dass keine der gefundenen Münzen dem Stamm der Mediomatriker zugeordnet werden kann, obwohl die Region Reinheim zu deren Gebiet gehörte. Die in den Pfostengruben gefundenen Potinmünzen des Typs LT 7376 und LT 7417 können alle dem Stamm der Senonen zugeschrieben werden. Die in den Pfostengruben gefundenen Münzen Scheers 186 Classe II und Scheers 187 sind in dem Gebiet zwischen Maas und Seine verbreitet, während LT 5284 westlich von Paris gefunden werden kann und Scheers 193 dem Stamm der Remer zuzuordnen ist. Insgesamt wurden in den Pfostengruben, dem Kreisgraben und in dem Wasserbecken 34 keltische Münzen sowie sechs römische Münzen gefunden:
| Keltische Münzfunde in Kreisgraben, Pfostengruben und Wasserbecken |                                    |                                   |                    |        |
| Münzart                                                            | Prägung                            | Referenz                          | Fundort            | Anzahl |
| Potinmünze                                                         | au taureau: MA                     | LT 5284                           | Kreisgraben        | 1      |
| Potinmünze                                                         | au taureau oder au taureau et lis? | Scheers 187? / LT 5284? / DT 229? | Pfostengrube       | 1      |
| Potinmünze                                                         | au cheval et globules              | LT 7396                           | Pfostengrube       | 5      |
| Potinmünze                                                         | au cheval et globules              | LT 7396                           | Pfostengrube       | 5      |
| Potinmünze                                                         | à tête d’indien                    | LT 7417                           | Pfostengrube       | 1      |
| Potinmünze                                                         | au sanglier                        | Scheers 186 class Ic?             | Kreisgraben        | 1      |
| Potinmünze                                                         | au sanglier                        | Scheers 186 class II / DT228      | Kreisgraben        | 1      |
| Potinmünze                                                         | au sanglier                        | Scheers 186 class II /DT228       | Pfostengrube       | 3      |
| Potinmünze                                                         | au taureau et au lis               | Scheers 187                       | Kreisgraben        | 8      |
| Potinmünze                                                         | au taureau et au lis               | Scheers 187, DT 229               | Pfostengrube       | 3      |
| Potinmünze                                                         | au taureau oder au taureau et lis? | Scheers 187? / BMC 284?           | Pfostengrube       | 2      |
| Potinmünze                                                         | Remi                               | Scheers 191                       | Mauer Wasserbecken | 1      |
| Potinmünze                                                         | Remi                               | Scheers 193 / LT8135              | Pfostengrube       | 1      |
| Bronzemünze                                                        | nicht zuweisbar                    | nicht zuweisbar                   | Wasserbecken       | 1      |

Anmerkungen zu den Abkürzungen in den Referenzen
1. ↑  Henri de la Tour: Atlas de monnaies gauloises. E. Plon, Nourrit et Cie, Paris 1892 (Digitalisat).
2. ↑  Simone Scheers: La Gaule Belgique. Traite de numismatique celtique. 2. Auflage, Peeters, Louvain 1983, ISBN 2-801-70209-9.
3. ↑  Louis-Pol Delestrée, Marcel Tache: Nouvel atlas des monnaies gauloises. 4 Bände, Editions Commios, Saint-Germain-en-Laye 2002–2008.
4. ↑  Coins of the Roman Empire in the British Museum. Trustees of the British Museum, London 1923–1962.

| Römische Münzfunde in Kreisgraben, Pfostengruben und Wasserbecken |                                  |                  |                        |              |                                    |        |
| Münzart                                                           | Prägung                          | Referenz         | Datierung              | Fundort      | Bemerkung                          | Anzahl |
| As                                                                | Republik                         | Craw 173/1…196/1 | 169 bis 158 v. Chr.    | Kreisgraben  |                                    | 1      |
| As                                                                | Republik                         | Craw 50/3–219/2  | 209 bis 146 v. Chr.    | Kreisgraben  | halbiert                           | 1      |
| Triens / Quadrans                                                 | Republik                         | nicht zuweisbar  | 2. Jahrhundert v. Chr. | Kreisgraben  | halbiert                           | 1      |
| As                                                                | Übergangszeit                    | RPC 517          | 36 v. Chr.             | Pfostengrube | halbiert                           | 1      |
| Antoninian                                                        | Gallischer Kaiser                | Elm              | 260 bis 275 n. Chr.    | Pfostengrube | gallische Münzstätte; barbarisiert | 1      |
| Follis                                                            | Constantinus I / Constantinsöhne | Elm              | 335 bis 340 n. Chr.    | Wasserbecken | Umschrift: GLORIA EXERCITUS        | 1      |

Anmerkungen zu den Abkürzungen in den Referenzen
1. ↑  Michael H. Crawford: Roman Republican Coinage. 2 Bände, Cambridge University Press, Cambridge u. a. 1974, ISBN 0-521-07492-4.
2. ↑  Andrew Burnett, Michel Amandry (Hrsg.): Roman Provincial Coinage (RPC). British Museum Press/Bibliothèque Nationale de France, London/Paris 1992 ff.
3. ↑  Georg Elmer: Die Münzprägung der gallischen Kaiser in Köln, Trier und Mailand. In: Bonner Jahrbücher. Band 146, 1941, S. 1–106.

### Keramiken
Da es sich bei der in der Verfüllschicht gefundene Keramik um bekannte Gefäße handelt, dient deren Analyse der Frage, wann der Kreisgraben mit ihnen verfüllt wurde und damit der Bestimmung des Zeitpunktes der Zerstörung der Anlage. Die gefundenen Keramiken setzten sich aus den Gattungen Terra Sigillata, grau-belgischer Ware bzw. Terra Nigra, rauwandig-tongrundiger Ware, glattwandig-tongrundiger Ware sowie einem Stück rot-belgischer Ware zusammen. Da fast alle in der Verfüllschicht des Kreisgrabens gefundenen Formen von Tellern und Gefäßen auch in dem, als Referenz für provinzialrömische Keramik geltenden, Lager Hofheim vorhanden sind, ist eine Bestimmung des Herstellungsdatums möglich. Hinzu kommt, dass sich auf einem Terra Sigillata Teller, der fast vollständig zusammengesetzt werden konnte, der Töpferstempel des Lucundus vorhanden war. Unter Umständen kann es sich auch um den Stempel mehrerer Töpfer mit gleichem Namen handeln. Terra Sigillata Geschirr mit diesem Stempel ist häufig anzutreffen. Die Entstehungszeit von Geschirr mit diesem Stempel wird zwischen 30 und 80 n. Chr. angenommen. Für die Terra Sigillata Ware des Kreisgrabens kann, durch Vergleiche mit dem Lager Hofheim, festgestellt werden, dass die Keramik in claudischer bis neronischer Zeit hergestellt wurde. Für die belgische Ware, die rauwandig-tongrundige Ware sowie die glattwandig-tongrundige Ware liegen Vergleichsfunde aus dem Lager Hofheim vor, die diese als frühe Formen aus dem 1. Jahrhundert n. Chr. ausweisen. Insgesamt ergibt sich aus diesen Befunden und den Vergleichen mit den Funden aus dem Lager Hofheim, dass die gefundene Keramik in den beiden Jahrzehnten in der Mitte des 1. Jahrhunderts n. Chr. in claudischer bis neronischer Zeit hergestellt wurde. Nicht zu klären ist, wie lange das im Kreisgraben gefundene Geschirr in Verwendung war. Römisches Geschirr dürfte auf Grund seiner Beschaffenheit für nicht viel länger als zehn Jahre nutzbar gewesen sein. Dann war es durch Verschleißerscheinungen unbrauchbar.
Die Gesamtheit der Keramikfunde im Kreisgraben lässt darauf schließen, dass sie aus einem Haushalt stammen und zu einem bestimmten Zeitpunkt gleichzeitig in den Kreisgraben gelangten. Diese Befunde lassen den Schluss zu, dass der Kreisgraben in der Zeit zwischen 70 und 80 n. Chr. in einem Zuge verfüllt wurde. Insgesamt wurden in der Schicht 1 des Kreisgrabens 76 Bruchstücke römischer Keramik gefunden:
| Funde aus der Verfüllschicht des Kreisgrabens |          |                   |        |
| Gattung                                       | Form     | Erhaltungszustand | Anzahl |
| Terra Sigillata                               | Teller   | Randstück         | 7      |
| Terra Sigillata                               | Teller   | Ganzes Profil     | 1      |
| Terra Sigillata                               | Schale   | Randstück         | 10     |
| Terra Sigillata                               | Schale   | Bodenstück        | 2      |
| Terra Sigillata                               | Schüssel | Wandstück         | 1      |
| Rot-belgische Ware                            | Teller   | Randstück         | 1      |
| Terra Nigra bzw. Grau-belgische Ware          | Teller   | Randstück         | 6      |
| Terra Nigra bzw. Grau-belgische Ware          | Teller   | Ganzes Profil     | 1      |
| Terra Nigra bzw. Grau-belgische Ware          | Schale   | Randstück         | 5      |
| Terra Nigra bzw. Grau-belgische Ware          | Schüssel | Randstück         | 2      |
| Terra Nigra bzw. Grau-belgische Ware          | Topf     | Randstück         | 5      |
| Rauwandige Ware                               | Schüssel | Randstück         | 8      |
| Rauwandige Ware                               | Schale   | Randstück         | 1      |
| Rauwandige Ware                               | Topf     | Randstück         | 24     |
| Glattwandige Ware                             | Krug     | Randstück         | 2      |

### Geoarchäologische Untersuchung
Die Anlage besteht aus einem in den Muschelfels eingearbeiteten Kreisgraben und einem Kalksteinpodest in der Mitte. Das Podest ist aus einem Stück durch das Ausheben des Grabens entstanden. Bei der Untersuchung konnten sechs unterschiedliche Schichten im Kreisgraben festgestellt werden. In einer Laboranalyse wurde der Phosphatwert der einzelnen Schichten untersucht. Gemeinsam mit den bodenkundlichen Analysen können so Entstehung und Geschichte der einzelnen Schichten bestimmt werden. Phosphat wird in Böden nicht ausgewaschen oder abgebaut. Ein Eintrag von Phosphat durch Düngung kann in den Schichten 4 und 5 ausgeschlossen werden. Wäre dies der Fall müssten auch die darüber liegenden Schichten entsprechende Phosphatwerte aufweisen. Damit weisen die Phosphatwerte auf eine Holzstruktur hin, die im Graben zerfallen ist.
| Beschreibung und Phosphatgehalt der Schichten des Kreisgrabens | |                     |
| Schicht                                                        | Beschreibung | PO4 pro 100 g Boden |
| 1                                                              | Bauschutt, mit einem hohen Anteil an groben Kalksteinen und Ziegeln, der in der römischen Zeit eingebracht wurde sowie eingeschwemmtes Oberbodenmaterial mit Anteilen von Ton und organischem Material. | 47,4 mg             |
| 2                                                              | 1 bis 3 cm dicke Schicht aus hellem Ton und Kalkstein. Es handelt sich dabei nicht um eingebrachtes Oberbodenmaterial, sondern um Material, dass aus der Umgebung der römischen Strukturen stammt. | 7,2 mg              |
| 3                                                              | Ton und Lehm mit hohem Sandanteil mit sehr klaren Grenzlinien. Verlagertes Bodenmaterial, das schnell eingebracht und abgelagert wurde (Eventuell durch starken Regen). | 17,8 mg             |
| 4                                                              | Grünlicher Ton. Zu den Seiten des Grabens hin mächtiger. Eventuell Material von den Wänden des Kreisgrabens. Der Phosphatwert weist auf eine eventuelle Vermischung mit Schicht 5 oder vorhandenes organisches Material hin. | 8,4 mg              |
| 5                                                              | Dunkle, Holzkohlesplitter enthaltende Tonschicht, die am Rand des Kreisgrabens vorbeiläuft. Im Übergang vom Boden zu den Wänden größte Mächtigkeit. Ebenfalls in den Zwischenräumen der Kalkseiten an den Wänden zu finden. Der hohe Phosphatgehalt weist auf verwittertes und verrottetes organisches Material hin. Dies deutet auf das Vorhandensein einer Holzstruktur hin. | 65,9 mg             |
| 6                                                              | Verwitterter Kalksteinfels | <0,3 mg             |

## Datierung
Anhand der in den Pfostengruben gefundenen keltischen Potinmünzen, die als Bauopfer postuliert werden können, und deren Datierung kann die Entstehung der Anlage auf die Zeit zwischen 150 und 80 v. Chr. bis an die Wende des 2. zum 1. Jahrhunderts v. Chr. datiert werden. Dabei sprechen der später datierte, im Bereich des Wasserbeckens in zwei Pfostengruben, gefundene As und der Antoninian nicht gegen diese Datierung, da diese im Zuge der Errichtung des Wasserbeckens in die Gruben gelangt sind. Von den sonstigen gefundenen Gegenständen kann nur die in der Verfüllschicht gefundene Nauheimer Fibel aus der Zeit zwischen 120 und 50 v. Chr. angesprochen werden, wodurch diese Gegenstände nicht zur Datierung der Anlage herangezogen werden können. Anhand der Datierung der Keramiken, die in der Füllschicht des Kreisgrabens gefunden wurden, lässt sich die Verfüllung des Grabens und damit die Zerstörung der Kreisgrabenanlage auf die Zeit zwischen 70 und 80 n. Chr. datieren.

## Gesamtbetrachtung
Aufgrund der Potinmünzen in den Pfostengruben sowie der in der Verfüllschicht 1 gefundenen römischen Keramiken, lässt sich der Bau der Anlage auf 150 bis 80 v. Chr. und der Zeitpunkt der Zerstörung auf 70 bis 80 n. Chr. datieren. Die in den Pfostengruben gefundenen Potinmünzen können dabei als Bauopfer angesehen werden. Die Nutzung von Münzen als Bauopfer begann ca. 100 v. Chr. und wurde bis ca. 100 n. Chr. praktiziert. Der halbierte As und der barbarisierte Antoninian wurden im Bereich des Wasserbeckens gefunden und gelangten wohl während dessen Bauphase dorthin und können damit zur Datierung des Baus der Anlage nicht herangezogen werden. Mit Hinblick auf die Tatsache, dass auf dem Gebiet ″Horres″ bereits seit 700 v. Chr. Siedlungsaktivitäten nachgewiesen werden können, kann nicht vollständig ausgeschlossen werden, dass der Platz schon früher genutzt wurde. Mit seinen 16 Innen- und 26 Außenpfosten und dem daraus resultierenden 16-eckigen Polygonalbau findet die Anlage in der Region kein vergleichbares Pendant.
Keltische Kultplätze sind häufig von Gräben umgeben. Diese Gräben, wie auch der dieser Anlage, erfüllen die Funktion, den heiligen Bereich von der profanen Umgebung abzutrennen. Sowohl dies, als auch der Abstand von nur 20 Metern zur Hügelgrabanlage ″Horres″ lassen die Interpretation der Anlage als Rundheiligtum, das dem Ahnenkult diente zu. Als weiteres Indiz dieser Annahme können die Pfostengruben, mit den als Bauopfer hinterlegten Potinmünzen, angesehen werden. Nach dem Ziehen der Pfosten sind diese Pfostengruben nicht einfach offengelassen worden, sondern wurden sorgsam mit Steinpackungen gefüllt, was als kultische Handlung angesehen werden kann. In gallorömischer Zeit wurden keltische Kultorte häufig übernommen. Dies erfolgte nicht unbedingt zu gleichen kultischen Zwecken, wie ursprünglich, aber im Sinne einer Platzkontinuität. Zudem wendeten die Römer die in den besetzten Gebieten die Interpretatio Romana an, bei der die örtlichen Gottheiten den römischen Göttern gleichgesetzt wurden und so assimiliert wurden und als Gegenstück, wenn auch seltener anzutreffen, die von den Kelten angewandte Interpretatio Celtica. Das Gebäude ist zwar erst nach 100 n. Chr., also zu einer Zeit als der Kreisgraben schon verfüllt war, entstanden, allerdings liegt der Kreisgraben auffällig symmetrisch zwischen den beiden Seitenflügeln des Gebäudes, das zudem im Inneren mit reichen Wandbildern verziert war und über einen, für diese ländliche Region erstmals nachgewiesenen, Mosaikfußboden verfügte. Auch das Wasserbecken, dessen Entstehung durch den gefundenen Antoninian in das 3. Jahrhundert n. Chr. datiert werden kann, liegt nicht nur wie der Kreisgraben symmetrisch zwischen den beiden Gebäudeflügeln, sondern auch auf dem südlichen Teil des Kreisgrabens und ist in dessen Sole eingelassen. Als weitere Hinweis auf ein spätkeltisches Heiligtum könnte die Zerstörung der Anlage 70 bis 80 n. Chr. postuliert werden. In der Mitte des 1. Jahrhunderts n. Chr. verhängte Kaiser Claudius I. ein Verbot des Druidentums. Dies führte dazu, dass viele spätkeltische Tempelanlagen zerstört wurden.
Die Frage nach den Erbauern der Anlage kann abschließend nicht geklärt werden. Weder die in der Verfüllschicht gefundene Nauheimer Fibel, noch das Bruchstück des Lochgürtelhakens aus der Spätlatènezeit geben darüber Aufschluss. Auffällig ist aber, dass in der Anlage keine keltischen Münzen gefunden werden konnten, die dem Stammesgebiet der Mediomatriker, auf dem Reinheim liegt, zugeordnet werden konnten. Dafür kann allerdings der überwiegende Teil der Fundmünzen den Senonen, die ihr Stammesgebiet in Mittelfrankreich hatten und bei denen die Kenntnis von Polygonalbauten vermutet werden kann, zugeordnet werden, was auf die Senonen als Erbauer hinweisen könnte. Hier würde sich allerdings dann die Frage stellen, wie die Senonen auf dem Gebiet der Mediomatriker mit deren Duldung ein solches Heiligtum errichten konnten.

## Theoretische Rekonstruierung des Rundheiligtums
Eine Rekonstruktion des Rundheiligtums kann nur hypothetisch erfolgen. Dabei wurden Vergleiche mit bekannten Anlagen ähnlichen Grundrisses herangezogen sowie eine Konstruktionsweise gewählt, die mit dem geringsten Aufwand verbunden ist. Allerdings liefern auch die geoarchäologischen Untersuchungen der Kreisgrabenanlage Hinweise auf die mögliche Konstruktion der Anlage. Betrachtet man die drei Pfostengruben im Zentrum der Anlage, könnte an dieser Stelle ein Vorgängerbau in Form eines Vierpfostentempels mit den Maßen 4,20 Meter × 3,50 Meter gestanden haben. Es wäre dann hier ein vierter Pfosten anzunehmen, der aufgrund der Mächtigkeit des Oberbodens nicht den Felsen erreicht hätte. Allerdings wäre dieser Vierpfostentempel nicht vollständig rechteckig gewesen, da eine Abweichung von 5 Grad von der Breitseite zur Längsseite besteht.
Für eine Holzverkleidung der Wände und einen Holzboden im Graben sprechen sowohl die ungleichmäßig bearbeiteten Wände des Grabens als auch der ungleichmäßig gearbeitete Boden. Einen Hinweis, dass diese Wandverkleidung tatsächlich vorhanden war, liefern auch die geoarchäologischen Untersuchungen von Daniela Brück. In Schicht 5 wurde eine dunklere Tonschicht, die zu den Wänden hin stärker ausfällt, festgestellt. Diese wurde auch in den Zwischenräumen der Kalksteine festgestellt. Zudem ist der Phosphatwert in dieser Schicht sehr viel höher als in den anderen Schichten (inklusive des Ackerbodens). Dies weist auf verrottetes organisches Material hin. Zudem wurden Holzkohlesplitter gefunden, die die These der Wandverkleidung und des Holzbodens untermauern. Auch in Schicht 4 wurden Hinweise auf verrottetes Material gefunden.
Da die Wand des Grabens im unteren Bereich, zu den Pfostengruben hin, schräg nach innen läuft, kommt eine horizontale Verschalung nicht in Betracht. Ebenso wenig kommt in Betracht, dass die Bretter des Bodens direkt auf dem ungleichmäßig bearbeiteten Felsboden auflagen. Vielmehr ist davon auszugehen (ähnlich den Rekonstruktionsversuchen bei dem Heiligtum von Gournay in Frankreich), dass die Pfosten auf der Innen- und Außenseite mit horizontalen geraden Balken verbunden waren. Davon waren jeweils mindestens drei Stück notwendig, die zwischen zwei Pfosten befestigt wurden. Einer im unteren Bereich, auf dem die Bretter des Bodens aufgelegen haben, und zwei darüber, an denen die senkrecht angebrachten Bretter der Wandverschalung befestigt waren. Man darf davon ausgehen, dass diese Holzbalken gerade und nicht entsprechend der Kreisform des Grabens gebogen waren. Durch diese Konstruktion entstehen 26 gerade Seiten an der Außenseite und 16 gerade Seiten an der Innenseite des Kreisgrabens. Die Bodenbretter waren vermutlich quer von der Außen- zur Innenwand verlegt. Bei dieser Verlegeweise mussten sich die Bretter zwar nach innen hin in der Breite verjüngen, es wurde aber eine aufwendige Bodenkonstruktion vermieden, die bei Längsverlegung des Bodens, parallel zu den Wänden des Kreisgrabens, notwendig geworden wäre. Die Bretter der Wandverschalung standen unten auf den Bodenbrettern auf. Um zu verhindern, dass Wasser und Schlamm von außen in den Graben eindringen konnten, müssen diese Bretter mindestens ein Stück über die Wand des Grabens herausgeragt haben und zum Schutz der Schnittkanten entsprechend abgedeckt gewesen sein. Der Zwischenraum zwischen Verschalung und Grabenwand wurde zum Schutz vor Verwitterung mit grünlichem Lehm aufgefüllt. Dieser lagerte sich, nachdem die Wandverschalung nach innen eingestürzt war, auf dieser ab. Bei den geoarchäologischen Untersuchungen wurde dieser Ton in der Schicht 4 nachgewiesen. Da die Außenpfosten nicht in einer Flucht zu den Innenpfosten stehen, können sie damit nicht zur Dachkonstruktion gehört haben. So kommt als Dachkonstruktion nur ein 16-flächiges Pyramidendach infrage, bei dem die 16 Innenpfosten des Kreisgrabens das Dachgebälk getragen haben. Um einen Zugang zum Innenbereich zu gewährleisten, muss ein Holzsteg über den Graben vorhanden gewesen sein. Offenbleiben müssen die Fragen, wie das Bauwerk gedeckt war und ob es sich um eine offene Bauweise gehandelt hat oder der Innenbereich Wände, Fenster oder Türen aufwies.